# Survivor Series
Survivor Series is een sinds 1987 jaarlijks professioneel worstel-pay-per-view (PPV) en WWE Network evenement dat georganiseerd wordt door de Amerikaanse worstelorganisatie WWE. Het is de tweede langst lopende evenement in de geschiedenis achter WrestleMania en is een van de "Big Four" evenementen, samen met WrestleMania, Royal Rumble en SummerSlam.

## Geschiedenis
Het oorspronkelijke concept voor Survivor Series was een pay-per-view die zijn focus legde op tag team worstelen. Het werd aanvankelijk gecreëerd als Thanksgiving evenement, waardoor de eerste vier edities plaatsvonden op Thanksgiving Day. Bekende professioneel worstelaars als The Undertaker, The Rock en Kurt Angle maakten allemaal hun debuut voor de federatie tijdens Survivor Series.
Survivor Series kenmerkt zich vooral door een vier tegen vier tag team-eliminatiewedstrijd - soms vijf tegen vijf. Deze wedstrijden worden vlakweg Survivor Series wedstrijden genoemd. Survivor Series bevatte in de periode 1987-1991 en 1993-1997 zelfs meerdere Survivor Series wedstrijden. In 1992 bestond het evenement slechts uit een enkele 4 tegen 4 Survivor Series wedstrijden, maar omvatte wel de geboorte van de eerste, ophefmakende casket wedstrijd, waarbij de worstelaar die als eerste in een doodskist belandt, verliest. De editie van 1998 bevatte een eliminatietoernooi voor het WWF Championship, voor het eerst sinds het evenement WrestleMania IV. Survivor Series 2002 bevatte onder meer de allereerste Elimination Chamber match, die werd gewonnen door Shawn Michaels. Survivor Series was in 1997 even berucht. In dat jaar speelde zich in het Bell Centre te Montreal, Quebec (toen heette de arena Molson Centre) een controversieel incident af met als grootste betrokkenen de Canadees professioneel worstelaar Bret Hart en de eigenaar van WWF Vince McMahon.

## Chronologie
| Editie | Datum            | Stad                        | Locatie                     | Main Event |
| ------ | ---------------- | --------------------------- | --------------------------- | --- |
| 1987   | 26 november 1987 | Richfield (Ohio)            | Richfield Coliseum          | André the Giant, One Man Gang, King Kong Bundy, Butch Reed & Rick Rude (met Bobby Heenan en Slick) vs. Hulk Hogan, Paul Orndorff, Don Muraco, Ken Patera & Bam Bam Bigelow (met Oliver Humperdink) in een 5-tegen-5 Survivor Series elimination match                                    |
| 1988   | 24 november 1988 | Richfield (Ohio)            | Richfield Coliseum          | The Mega Powers (Hulk Hogan en Randy Savage), Hercules, Koko B. Ware en Hillbilly Jim (met Miss Elizabeth) vs. The Twin Towers (Akeem en The Big Boss Man), Ted DiBiase, Haku en The Red Rooster (met Slick, Bobby Heenan en Virgil) in een 5-tegen-5 Survivor Series elimination match. |
| 1989   | 23 november 1989 | Rosemont (Illinois)         | Rosemont Horizon            | The Ultimate Warriors (The Ultimate Warrior, Shawn Michaels, Marty Jannetty en Jim Neidhart) vs. The Heenan Family (Bobby Heenan, André the Giant, Haku and Arn Anderson) in een 4-tegen-4 Survivor Series elimination match.                                                            |
| 1990   | 22 november 1990 | Hartford (Connecticut)      | Hartford Civic Center       | Hulk Hogan, The Ultimate Warrior en Tito Santana vs. Ted DiBiase, Rick Martel, The Warlord en Power and Glory (Hercules en Paul Roma) (met Virgil en Slick) in een 3-tegen-5 Survivor Series elimination match.                                                                          |
| 1991   | 27 november 1991 | Detroit (Michigan)          | Joe Louis Arena             | The Legion of Doom (Hawk en Animal) & Big Boss Man vs. The Natural Disasters (Earthquake, Typhoon) & Irwin R. Schyster (met Jimmy Hart) in een 3-tegen-3 Survivor Series elimination match.                                                                                              |
| 1992   | 25 november 1992 | Richfield (Ohio)            | Richfield Coliseum          | Bret Hart (c) vs. Shawn Michaels voor de WWF Championship |
| 1993   | 24 november 1993 | Boston (Massachusetts)      | Boston Garden               | The All-Americans (Lex Luger, The Undertaker, Rick Steiner en Scott Steiner) (met Paul Bearer) vs. The Foreign Fanatics (Yokozuna, Crush, Ludvig Borga en Quebecer Jacques) (met Jim Cornette, Johnny Polo en Mr. Fuji) in een 4-tegen-4 Survivor Series elimination match.              |
| 1994   | 23 november 1994 | San Antonio (Texas)         | Freeman Coliseum            | The Undertaker (met Paul Bearer) vs. Yokozuna (met Mr. Fuji en Jim Cornette) in een Casket match met Chuck Norris. |
| 1995   | 19 november 1995 | Washington (D.C.)           | USAir Arena                 | Diesel (c) vs. Bret Hart in een No Disqualification match voor de WWF Championship. |
| 1996   | 17 november 1996 | New York                    | Madison Square Garden       | Shawn Michaels (c) (met Jose Lothario) vs. Sycho Sid voor de WWF Championship. |
| 1997   | 9 november 1997  | Montreal                    | Molson Centre               | Bret Hart (c) vs. Shawn Michaels voor de WWF Championship. |
| 1998   | 15 november 1998 | Saint Louis (Missouri)      | Kiel Center                 | The Rock vs. Mankind voor de WWF Championship. |
| 1999   | 14 november 1999 | Detroit (Michigan)          | Joe Louis Arena             | Triple H (c) vs. Big Show vs. The Rock in een Triple Threat match voor de WWF Championship |
| 2000   | 19 november 2000 | Tampa (Florida)             | Ice Palace                  | Stone Cold Steve Austin vs. Triple H in een No Disqualification match. |
| 2001   | 18 november 2001 | Greensboro (North Carolina) | Greensboro Coliseum Complex | Team WWF (The Rock, Chris Jericho, The Undertaker, Kane en The Big Show) vs. Team Alliance (Steve Austin, Kurt Angle, Booker T, Rob Van Dam en Shane McMahon) in een 5-tegen-5 Survivor Series elimination match.                                                                        |
| 2002   | 17 november 2002 | New York                    | Madison Square Garden       | Triple H (c) vs. Shawn Michaels vs. Chris Jericho vs. Kane vs. Rob Van Dam vs. Booker T in een Elimination Chamber match voor het WWE World Heavyweight Championship. |
| 2003   | 16 november 2003 | Dallas (Texas)              | American Airlines Center    | Goldberg (c) vs. Triple H (met Ric Flair) voor het WWE World Heavyweight Championship. |
| 2004   | 14 november 2004 | Cleveland (Ohio)            | Gund Arena                  | Team Orton (Randy Orton, Chris Benoit, Chris Jericho en Maven) vs. Team Triple H (Triple H, Edge, Batista en Snitsky) in een 4-tegen-4 Survivor Series elimination match. |
| 2005   | 27 november 2005 | Detroit (Michigan)          | Joe Louis Arena             | Team Raw (Shawn Michaels, Kane, Big Show, Carlito en Chris Masters) vs. Team SmackDown! (Batista, Rey Mysterio, John "Bradshaw" Layfield, Bobby Lashley en Randy Orton) (met Bob Orton en Jillian Hall) in een 5-tegen-5 Survivor Series elimination match.                              |
| 2006   | 26 november 2006 | Philadelphia (Pennsylvania) | Wachovia Center             | King Booker (c) (met Queen Sharmell) vs. Batista voor het WWE World Heavyweight Championship. |
| 2007   | 25 november 2007 | Miami                       | American Airlines Arena     | Batista (c) vs. The Undertaker in een Hell in a Cell match voor het WWE World Heavyweight Championship. |
| 2008   | 23 november 2008 | Boston (Massachusetts)      | TD Banknorth Garden         | Chris Jericho (c) vs. John Cena voor het WWE World Heavyweight Championship. |
| 2009   | 22 november 2009 | Washington (D.C.)           | Verizon Center              | John Cena (c) vs. Triple H vs. Shawn Michaels in een Triple Threat match voor het WWE Championship. |
| 2010   | 21 november 2010 | Miami                       | American Airlines Arena     | Randy Orton (c) vs. Wade Barrett voor het WWE Championship met John Cena als special guest referee. |
| 2011   | 20 november 2011 | New York                    | Madison Square Garden       | Awesome Truth (The Miz & R-Truth) vs. John Cena & The Rock in een tag team match. |
| 2012   | 18 november 2012 | Indianapolis                | Bankers Life Fieldhouse     | CM Punk (c) vs. John Cena vs. Ryback in een Triple threat match voor het WWE Championship. |
| 2013   | 24 november 2013 | Boston                      | TD Garden                   | Randy Orton (c) vs. Big Show in een een-op-een match voor het WWE Championship |
| 2014   | 23 november 2014 | Saint Louis (Missouri)      | Scottrade Center            | Team Cena (Big Show, John Cena, Erick Rowan, Dolph Ziggler, Ryback) vs. Team Authority (Kane, Rusev, Seth Rollins, Luke Harper, Mark Henry) in een 5-tegen-5 Survivor Series Elimination Tag team match                                                                                  |
| 2015   | 22 november 2015 | Atlanta                     | Philips Arena               | Sheamus vs. Roman Reigns (Sheamus cashte zijn Money in the Bank contract in). |
| 2016   | 20 november 2016 | Toronto, Ontario            | Scotiabank Arena            | Goldberg vs. Brock Lesnar (met Paul Heyman) |
| 2017   | 19 november 2017 | Houston                     | Toyota Center               | Team Raw (Kurt Angle, Braun Strowman, Finn Bálor, Samoa Joe en Triple H) vs. Team SmackDown (Shane McMahon, Randy Orton, Bobby Roode, Shinsuke Nakamura en John Cena) |
| 2018   | 18 november 2018 | Los Angeles                 | Staples Center              | Brock Lesnar (Raw's Universal Champion) (met Paul Heyman) vs. Daniel Bryan (SmackDown's WWE Champion) |
| 2019   | 24 november 2019 | Rosemont (Illinois)         | Allstate Arena              | Shayna Baszler (NXT Women's Champion) vs. Becky Lynch (Raw Women's Champion) vs. Bayley (SmackDown Women's Champion). |
| 2020   | 22 november 2020 | Orlando (Florida)           | Amway Center                | Roman Reigns (SmackDown's Universal Champion) (met Paul Heyman) vs. Drew McIntyre (Raw's WWE Champion) |
| 2021   | 21 november 2021 | New York                    | Barclays Center             | Roman Reigns (Universal Champion) (met Paul Heyman) vs. Big E (WWE Champion) |